# Хвороба Блаунта
Хвороба Блаунта (синоніми: tibia vara, синдром Блаунта, синдром Блаунта — Ерлахера — Бієзіня — Барбера, хвороба Ерлахера-Блаунта, синдром Мау-Нільсона) — варусна деформація (іноді вальгусна) проксимального відділу великогомілкової кістки та внутрішня торсія гомілки, що виникають внаслідок порушення функціонування медіальної частини проксимальної зони росту великогомілкової кістки. Вершина викривлення зазвичай знаходиться у безпосередній близькості до колінного суглоба.

## Історія
Вперше згадується наприкінці XVIII — початку XIX століття, як «factory leg» («фабрична нога»). Патологія спостерігалася у дітей та підлітків, що працювали на фабриках, тому й отримала свою назву.
Австрійський ортопед Ерлахер описав варусне викривлення колінного суглоба у 1922 році, вважаючи його проявом деформуючого артрозу. Окремі поодинокі випадки хвороби опубліковані Мау та Нільсеном у 1920-х роках.
Уолтер Патнем Блаунт — дитячий хірург-ортопед докладно описав патологію у 1937 році на основі власних 13 досліджень та 15 досліджень інших авторів. Він виділив два її види — інфантильну та підліткову.
В російськомовній літературі вперше патологію описав А.П. Бієзінь (1937) і назвав її «субепіфізарна остеохондропатія великогомілкової кістки».
Код у сучасній версії МКХ-10 - Q68.4 «Вроджене викривлення великогомілкової та малогомілкової кісток». Також хвороба Блаунта визначається як «юнацький деформуючий остеохондроз великогомілкової кістки».

## Класифікація

#### Виділяють дві форми хвороби Блаунта
- Інфантильна. Перші ознаки з’являються у віці 2-3 роки. Характерним є симетричне ураження обох гомілок;
- Підліткова. Перші ознаки з’являються після 6 років, уражена одна гомілка.

За видом деформації частіше виявляють О-подібну деформацію, але зустрічається і Х-подібна.

#### За ступенем розвитку деформації виділяють 4 стадії хвороби Блаунта (С.F. Smith, 1982)
- Потенційна. Кут викривлення не більше 15 градусів, проявляється кістковий склероз у верхній частині великогомілкової кістки.
- Помірна. Кут викривлення 15-30 градусів, проявляється деструкція і фрагментація проксимального епіфізу великогомілкової кістки.
- Прогресуюча. Проявляється широка фрагментація і розширення проксимального епіфізу у середній частині.
- Швидко прогресуюча. Закривається зона росту у медіальному відділі, формується кістковий місток між метафізом і епіфізом.

#### Класифікація хвороби Блаунта за В.А. Штурмом, 1963 р.[4]
- 1 стадія характеризується незначним зменшенням висоти та ширини внутрішньої частини епіфіза великогомілкової кістки.
- У 2 стадії розширений медіальний відділ росткової пластинки, з'являються кістоподібні тіні в дзьобоподібній частині метафіза.
- В 3-4 стадіях помітна осифікація внутрішнього відділу росткової пластинки із викривленням осі великогомілкової кістки всередину.
- При 5-й стадії спостерігається відновлення форми епіфіза, але зона росту з латерального боку має нормальну висоту та різко звужена з медіального боку.

## Симптоми

#### Окрім явного викривлення ніг (до 99% випадків) пацієнти часто мають наступні симптоми[6]
- аномалії колінного суглоба;
- аномалія метафізу великогомілкової кістки;
- порушення проксимального епіфіза та великогомілкової кістки;
- остеохондрит у підлітків;
- остеохондроз.

Перші ознаки хвороби помітні, коли дитина починає ходити. Спостерігається викривлення гомілки, коліна розходяться в різні боки. Якщо деформація не прогресує, це звичайний фізіологічний розвиток, ноги вирівнюються до 3 років. Але стан потребує спостереження лікаря.

#### Якщо викривлення прогресує, додаються нові симптоми
- втомлюваність;
- «качина» хода;
- зріст нижче вікової норми через короткі нижні кінцівки.

## Причини виникнення захворювання
Донині не встановлено точної причини виникнення хвороби Блаунта. Вважається, що до патології призводить незбалансоване навантаження на нижні кінцівки. Виділяють фактори, що обумовлюють розвиток хвороби і її прогресування:
- надмірна вага у дитячому віці;
- дитина почала ходити рано;
- ендокринні порушення.

## Діагностика
Точний діагноз встановлюють за допомогою рентгенографії. На знімках видно викривлення великогомілкової кістки у верхній зоні метафізу або на границі епіфізу та метафізу. Кістка в області викривлення нагадує форму дзьоба.
Поверхня суглоба великогомілкової кістки скошена під кутом. Висота внутрішнього відділу епіфіза у 2-3 рази менша від норми. Можуть бути наявні ознаки підвищеної мінералізації. Зона росту розширена із внутрішнього боку, у старшому віці спостерігається закриття зон росту.
На перших стадіях хвороби, коли на рентгені не спостерігається зміни проксимальної зони росту, проводять КТ.
Важливо проводити диференційну діагностику, через схожість симптомів синдрому Блаунта з деякими захворюваннями:
Рахіт. Авітаміноз вітаміну D призводить до деформації кінцівок. Після терапії викривлення може зникнути. Щоб розпізнати рахіт і хворобу Блаунта, проводять біохімічний аналіз крові. Для патології притаманні:
- нормальний чи незначно підвищений рівень кальцидіолу (25-гідроксивітаміну D);
- кальцитріол (1,25-дигідроксивітаміну D) у межах вікової норми;
- кальцій і фосфор сироватки крові – в межах референтних значень;
- паратгормон у межах вікової норми.
- При рахіті перелічені показники не вкладаються в норму.

#### Остеохондроплазії та генетичні захворювання кінцівок.
Рентгенограма при різних видах дисплазій та хворобі Блаунта відрізняється. Додатково проводяться аналізи на виявлення генетичних мутацій та деяких видів дисплазій.

## Ускладнення
Без лікування деформація швидко прогресує. Можливі ускладнення, які впливають на якість життя:
- кульгавість через різну довжину ніг;
- остеохондроз та сколіоз;
- атрофія м’язів;
- плоскостопість;
- диспропорція між верхніми та нижніми кінцівками. Руки здаються довшими, можуть досягати колін.

При великих кутах відхилення синдром Блаунта призводить до інвалідності.

## Лікування
При найменших ознаках хвороби усі пацієнти регулярно проходять обстеження у дитячого ортопеда.
Потенційна (перша) стадія хвороби лікується масажем та ЛФК. Допомагають парафін і аплікації зі спеціальним брудом, а також ГБО-терапія. Якщо потрібна стимуляція м'язів, призначають додаткові препарати. При наявності плоскостопості пацієнт повинен носити спеціальне ортопедичне взуття.
Помірна та прогресуюча стадії хвороби Блаунта призводять до артрозу. З метою його профілактики призначають гіпсові пов'язки і ортопедичні вироби у поєднанні з УФ-випромінюванням. Подібні заходи проводять до 5-6 річного віку. Якщо не спостерігається позитивної динаміки, патологію виправляють лише хірургічним шляхом.
Операції підтримують два напрямки:
1. Вплив на асиметричний ріст кістки проводять накладанням спеціальних елементів, що спрямовують ріст у правильному напрямку або тимчасово блокують його. Серед маніпуляцій можна виділити:
- введення кісткових алотрансплантатів;
- дистракційний епіфізеоліз;
- періостеотомію;
- блокування росту шляхом дії на ростові зони.

2.  Корекційні остеотомії фіксують кісткові фрагменти у правильному положенні за допомогою спеціальних засобів:
- гіпсові пов'язки;
- спиці;
- пластини і гвинти;
- компресійно-дистракційні апарати зовнішньої фіксації.

Апарати дозволяють проводити операції малоінвазивним шляхом. Після накладання конструкції пацієнт носить її 3-6 місяців для правильного зрощення кісток. Існує багато апаратів із різними конструктивними особливостями. Широко відомий в ортопедичній практиці апарат Ілізарова — перший  запатентований пристрій (авторське свідоцтво № 98471 від 09.06.1952). Сучасна медична база пропонує різні варіації апарату Ілізарова — Taylor Spatial Frame (TSF), Ilizarov Hexapod Apparatus (IHA), аппарат Векліча,  Гудушаурі та інші.

## Прогнози
Результат лікування залежить від того, як швидко помітили патлогію і почали її виправляти.